# Малко жълтокачулато какаду
Малко жълтокачулато какаду (Cacatua sulphurea) е вид птица от семейство Какадута (Cacatuidae). Видът е критично застрашен от изчезване.

## Разпространение
Разпространен е в Индонезия и Източен Тимор.